# Ed Rendell
Edward Gene "Ed" Rendell, född 5 januari 1944 i New York, är en amerikansk demokratisk politiker. Han var Pennsylvanias guvernör 2003–2011.
Rendell föddes i New York till judiska föräldrar Jesse T. Rendell och Emma Sloat.
Rendell utexaminerades 1965 från University of Pennsylvania och avlade juristexamen vid Villanova Law School 1968. Han var officer i United States Army Reserve 1968–1974.
Rendell valdes till distriktsåklagare i Philadelphia 1977. Han var guvernörskandidat 1986 men förlorade i demokraternas primärval mot Robert P. Casey, Sr.
Han var borgmästare i Philadelphia 1992–1999 och ordförande (general chairperson) för Democratic National Committee 1999–2001.
År 2011, kort efter att ha lämnat guvernörsresidenset, tillkännagav Rendell och hustrun Marjorie, som är domare, deras separation. De gifte sig år 1971 och har en son, Jesse, som är advokat.